# Albert Cossery
Albert Cossery (El Cairo, 3 de noviembre de 1913 - París, 22 de junio de 2008) fue un escritor francófono de origen egipcio.

## Biografía
Nació en El Cairo en 1913, hijo de una mujer analfabeta y de un rentista que pasaba la mayor parte del tiempo leyendo el periódico, lo que hizo que desde pequeño quedara fascinado por la capacidad de no hacer nada; decía que escribía dos frases por semana. Viajó por primera vez a París en 1930, con diecisiete años. Entre 1939 y 1945 trabajó como segundo de a bordo en un mercante egipcio. Al acabar la guerra se instaló en París, en una habitación de hotel en la que viviría el resto de su vida. Fue amigo de Albert Camus, Lawrence Durrell, Henry Miller, Jean Genet, Juliette Gréco, Alberto Giacometti o Boris Vian. Murió en París con noventa y cuatro años.

## Obras en castellano
- [1940]- Les hommes oubliés de Dieu- Los hombres olvidados de Dios
- [1944]- La maison de la mort certaine- La casa de la muerte segura
- [1948]- Les fainéants dans la vallée fertile- Los holgazanes en el valle fecundo
- [1955]- Mendiants et Orgueilleux- Mendigos y orgullosos. Pepitas de Calabaza, Logroño, 2011. Trad. de Mauricio Wacquez ISBN 978-84-938349-4-4
- [1964]- La violence et la dérision- La violencia y la burla Editorial Octaedro, 2000. Traducción de Mauricio Wacquez. ISBN 978-84-80634-62-5
- [1975]- Un complot de saltimbanques - Un complot de saltimbanquis
- [1984]- Une ambition dans le désert- Una ambición en el desierto, Pepitas de Calabaza, Logroño, 2013. Traducción de Federico Corriente Basús. ISBN 978-84-15862-05-5
- [1999]- Les couleurs de l'infamie- Los colores de la infamia Editorial Octaedro, 2000. Traducción de Mauricio Wacquez. ISBN 978-84-80634-31-1

## Obras en castellano sobre Albert Cossery
- Michel Mitrani, "Conversación con Albert Cossery", Pepitas de Calabaza, Logroño, 2013. Traducción de Diego Luis Sanromán ISBN 978-84-15862-02-4
- José Luis Galar. "Tras Albert Cossery",Libros.com, Madrid, 2013. ISBN 978-84-616-4411-7